# Pacific Station
Die Pacific Station, oftmals auch als Pacific Squadron bezeichnet, war ein Verband der britischen Royal Navy. Der Verantwortungsbereich umfasste die Westküste Nordamerikas und den angrenzenden Teil des Pazifiks. Die Pacific Station bestand von 1837 bis 1905.

## Geschichte

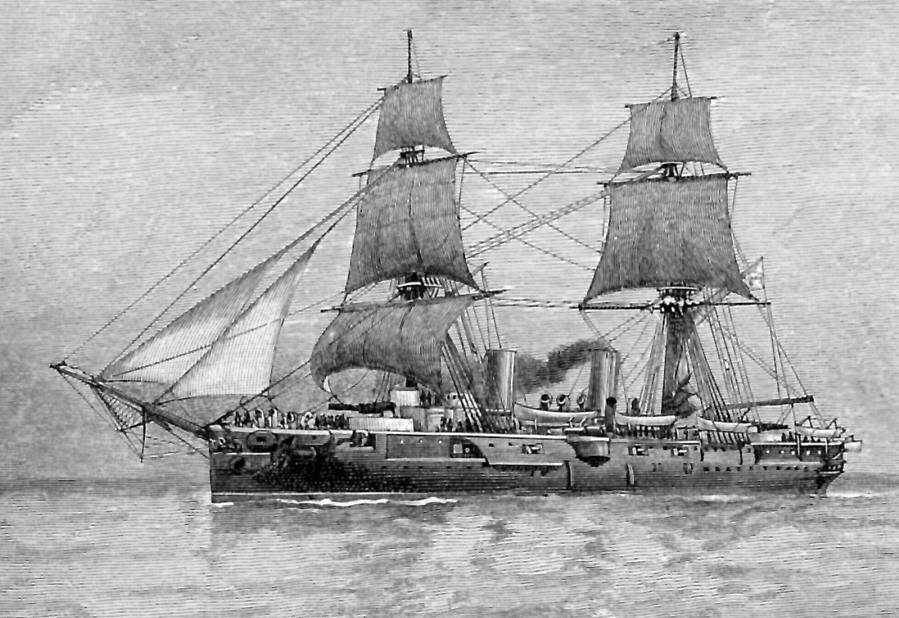
HMS Warspite, Flaggschiff der Pacific Station 1890–1893

Der Verband wurde 1837 in einer Zeit außenpolitischer Spannungen zwischen Großbritannien und den Vereinigten Staaten aufgestellt. Die Basis der Station befand sich ursprünglich in Valparaíso, Chile. Im Jahr 1865 wurde die Station in das Esquimalt Royal Navy Dockyard in Esquimalt, British Columbia, verlegt. Die Station war von entscheidender Bedeutung für die Verteidigung British Columbias gegen eine befürchtete Aggression der Vereinigten Staaten  während des Spanisch-Amerikanischen Krieges und nochmals während der Grenzstreitigkeiten zwischen den Vereinigten Staaten und British Columbia (Alaska Boundary Dispute), als die Vereinigten Staaten mit einer Invasion und Annexion British Columbias drohten, wenn ihre Forderungen bezüglich Alaskas nicht erfüllt würden.
Nachdem sich die Spannungen zwischen Großbritannien und den Vereinigten Staaten gelegt hatten, änderte sich der Auftrag der Pacific Station. Der Verband sollte nunmehr den Ambitionen Russlands im nördlichen Pazifik entgegentreten.
Zu Beginn des 20. Jahrhunderts verschoben sich die Interessen Großbritanniens. Die Lage im Pazifischen Ozean entspannte sich durch die im Jahr 1902 geschlossene Anglo-Japanische Allianz. Gleichzeitig machte ein entschlossenes Entgegentreten gegen die Flottenrüstung des Deutschen Kaiserreiches die Konzentration von Kriegsschiffen in den Gewässern um Großbritannien erforderlich. Die verbesserten Kommunikationsverbindungen erlaubten weiterhin ein zeitgerechtes Reagieren auf eventuelle Änderungen der Bedrohungslage. Daher wurde die Station 1905 geschlossen. Der Stützpunkt Esquimalt und seine Einrichtungen wurden an die neu aufgestellte Royal Canadian Navy übergeben, der bisherige Verantwortungsbereich auf die China Station, die Australia Station und die West Indies Station aufgeteilt.